# The Man from Monterey
The Man from Monterey é um filme norte-americano de 1933, do gênero faroeste, dirigido por Mack V. Wright e estrelado por John Wayne e Ruth Hall.

## A produção
Este é o sexto e último remake de filmes de Ken Maynard que Wayne fez na Warner Bros., bem como o último faroeste B que ele fez para o estúdio nestes primeiros anos de sua carreira.
O filme não é bem visto pela crítica contemporânea, que notou como Wayne se sente desconfortável dentro de um uniforme do Exército e também em trajes mexicanos.

## Sinopse
O Capitão John Holmes viaja para a Califórnia, recém-incorporada aos EUA. Seu objetivo é fazer com que os fazendeiros da região registrem suas terras antes que elas sejam revertidas para o Governo. No entanto, ele atrai a ira de Don Luis Gonzales, que deseja apoderar-se das propriedades e casar-se com Dolores, a bela filha de Don José Castanares, o homem mais rico do lugar.

## Elenco
| Ator/Atriz       | Personagem            |
| ---------------- | --------------------- |
| John Wayne       | Capitão John Holmes   |
| Ruth Hall        | Dolores Castanares    |
| Luis Alberni     | Felipe de la Verranca |
| Donald Reed      | Don Luis Gonzales     |
| Nena Quartero    | Anita Garcia          |
| Francis Ford     | Don Pablo Gonzales    |
| Lafe McKee       | Don José Castanares   |
| Lillian Leighton | Juanita               |
| Charles Whitaker | Jake Morgan           |